# 二河橋
二河橋（にこうばし）は、広島市呉市中心部の二河川に架かる道路橋である。元々は呉市電が通っていた併用橋であった。

## 諸元
括弧内は戦前に発行された内務省土木研究所編『本邦道路橋輯覧』によるデータ、つまり竣工当時のもの。
- 竣工：1932年[2]
- 路線名：市道三条4丁目2号線[3]（府県道呉江田島線）
- 橋長：約57m[2] (54m)
- 支間長：（5.5m + 11.0m + 21.0m + 11.0m + 5.5m）
- 全幅：約21m[2]（中央径間21.0m、側径間22.6m）
- 幅員：（20m - 軌道5.46m、車道2@4.77m、歩道2@2.50m（側径間歩道2@3.30m））
- 上部工：5径間RC桁橋（RC突出式桁橋）
  - 中央径間：カンチレバー、側径間：充腹アーチ[4]
- 下部工：（橋脚 - 石張RC壁式）
- 基礎工：（既製杭基礎）
- 備考：元々は併用橋、市電廃止に伴い道路橋に。（欄干は花崗岩製）。

## 歴史

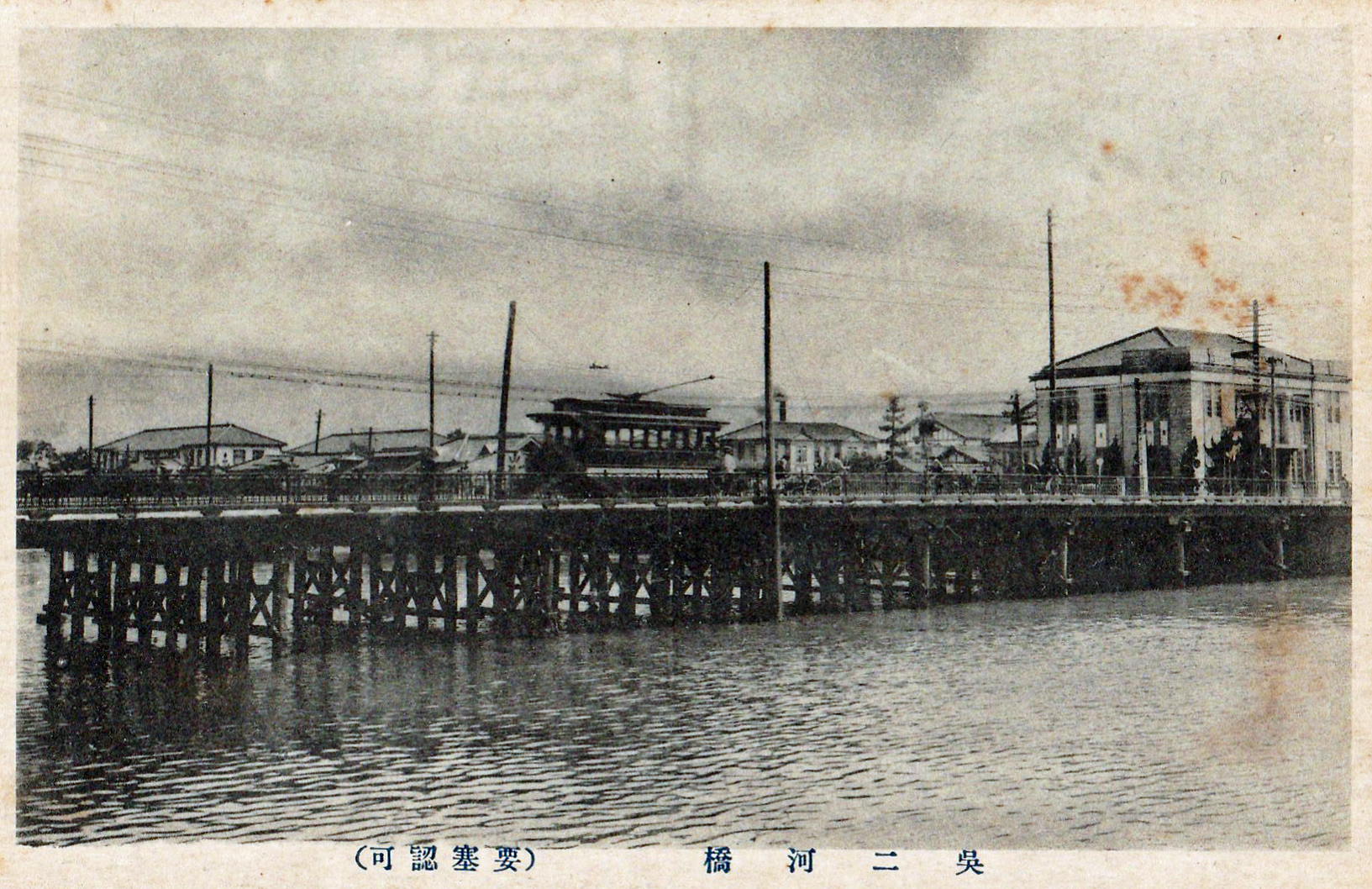
初代の二河橋。

呉は1889年（明治22年）に呉鎮守府開庁、1903年（明治36年）呉海軍工廠が設立されると、西日本有数の軍港として発展していった。また1902年（明治35年）に市制施行し呉市が誕生している。
1908年（明治41年）、こうした状況の中で市中心部の主要道路の木橋として「二河橋」が架橋される。翌1909年（明治42年）県内初の路面電車である呉市電が全面開通し、この橋の上を路面電車が通る併用橋となった。なお、橋竣工に際し、路面電車が通る前提で架けられたどうかは不明である。この木橋時代の二河橋の様子が撮影された戦前の絵葉書があり、現在流通している呉市電の資料にも掲載されている。この時の木橋は1929年当時で橋長15間（27.3m）幅員10間（18.2m）。ただ交通の往来の激しい幹線道路であったため老朽化の進行も早く補修などの必要性に迫られていたが、橋を管理する県はそれを後回しにしていたため、木橋での晩年になると一部で腐食が目立つようになった。
1932年（昭和7年）、鉄筋コンクリート橋に架け替えられた。総工事費は当時のお金で77,820円。これが現在も残っている二河橋である。なお、竣工当時1935年（昭和10年）発行の絵葉書『呉名勝』シリーズに当時の様子が撮影されている。戦前は鋼製の照明灯や欄干で飾られていたが、戦中の金属類回収令に伴い撤去されたとされている。1945年（昭和20年）呉軍港空襲を始めとする市街地への空襲に遭遇しているが、その時の被害状況は不明。なお、第一復員省『全国主要都市戦災概況図』にはこの橋の被害はなかったと記載されている。
戦後も補修されながら現在も利用されている。1967年（昭和42年）呉市電が廃止となり道路橋となった。
2012年（平成24年）市政110周年記念事業「地域で眠るお宝再生・伝承事業」の一環として、撤去されていた照明灯を復元するなどの工事が行われた。その復元工事の際に廃止となった呉市電のレールが発掘された。

## ギャラリー

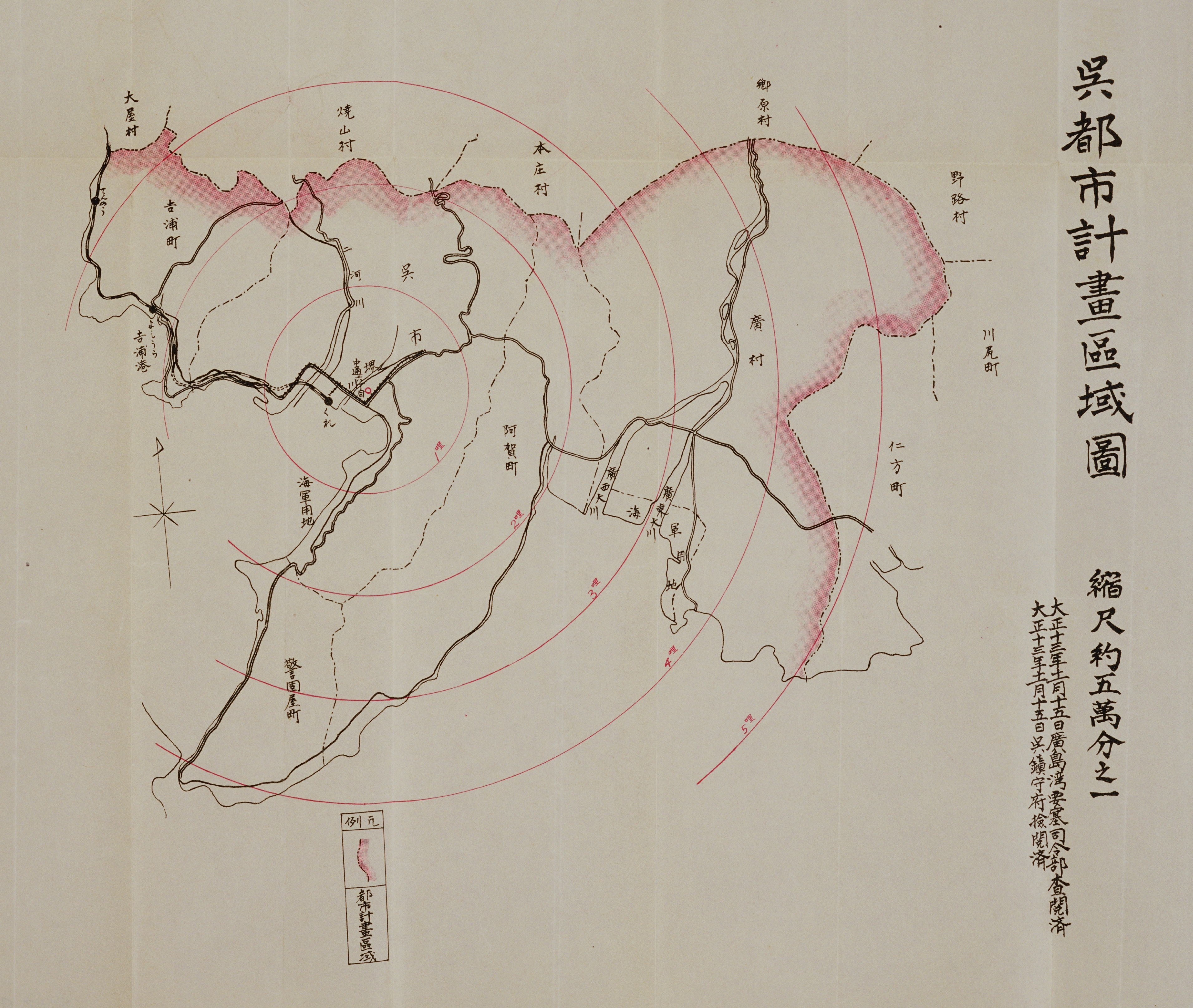
1924年都市計画図。左の呉市中心部を流れる左側の川が二河川で、その北側が呉市電二河橋。南側は呉線。
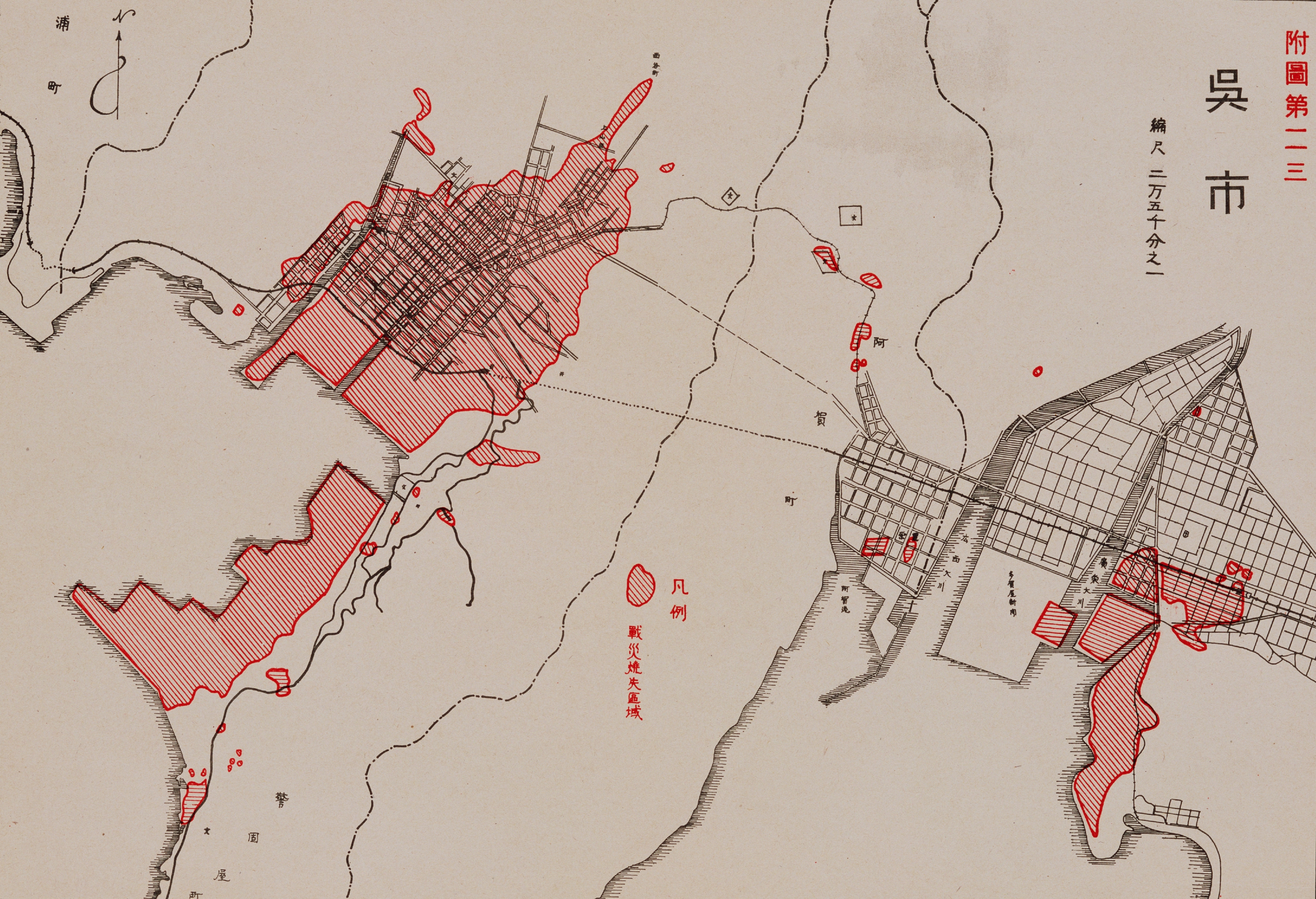
1945年戦災概況図。赤枠で括られておらず、無被害表記されている。
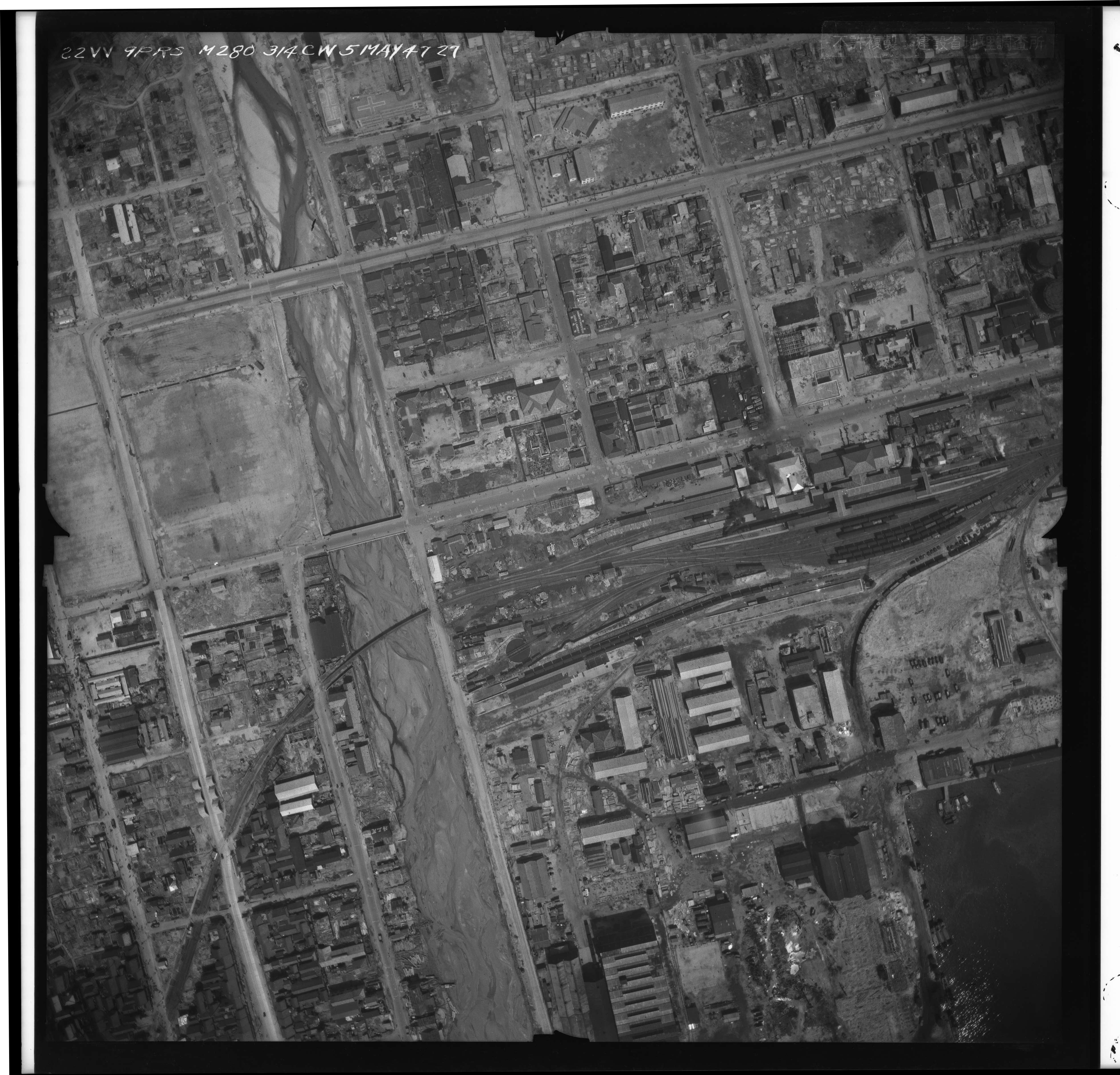
1947年米軍撮影。左を縦断する河川が二河川、左下からカーブする路線が呉線、その鉄道橋から2つ上流側の橋が二河橋。呉市電が通行している。

## 参考資料
- 『本邦道路橋輯覧 第3輯 鐵筋コンクリート突桁式及連続桁橋』（PDF）内務省土木試験所（原著1939年）。2013年3月26日閲覧。
- 二河橋 - 東北芸術工科大学。戦前の絵葉書が数枚公開されている。